# Polydor Records
Polydor Records là một hãng thu âm Anh thuộc Universal Music Group. Interscope Geffen A&M là hãng đang phân phối những tác phẩm của Polydor tại Mỹ. Ngược lại, Polydor phân phối những tác phẩm Interscope tại Anh.
Những nghệ sĩ của hãng bao gồm Cheryl Cole và Girls Aloud, Ellie Goulding, Duffy, Snow Patrol, Elton John, The 1975 và những nghệ sĩ Mỹ như Lana Del Rey và Azealia Banks.

## Lịch sử

### Khởi đầu
Polydor tiền thân là một nhánh độc lập của Deutsche Grammophon Gesellschaft. Vào năm 1924, các chi nhánh Anh và Đức của công ty Gramophone đã tách ra trong khoảng thời gian chiến tranh thế giới thứ nhất. Sau đó, những tác phẩm xuất khẩu ra khỏi Đức của Deutsche Grammophon được dán nhãn của Polydor.
Polydor trở thành một hãng thu âm nhạc đại chúng vào năm 1946 trong khi Deutsche Grammophon đi theo hướng nhạc cổ điển. Vào khoảng thời gian sau đó, Polydor vẫn là nhãn đĩa xuất khẩu của Deutsche Grammophon tại Pháp và các nước nói tiếng Tây Ban Nha.

### PolyGram
Vào năm 1972, Polydor sáp nhập vào Phonogram Records tạo nên cái tên PolyGram ở Mỹ. Hãng Polydor vẫn tiếp tục hoạt động như một hãng phụ dưới công ty mới. Cái tên PolyGram là sự kết hợp giữa hai từ Polydor và PhonoGram. Trong suốt những năm 1970, hãng Polydor chủ yếu là những nghệ sĩ rock, disco, là nơi đi lên của Bee Gees và Gloria Gaynor.